# Ignazio Baldelli
Ignazio Baldelli (Civitella d'Arna, 26 novembre 1922 – Roma, 7 febbraio 2008) è stato un linguista e filologo italiano.

## Biografia

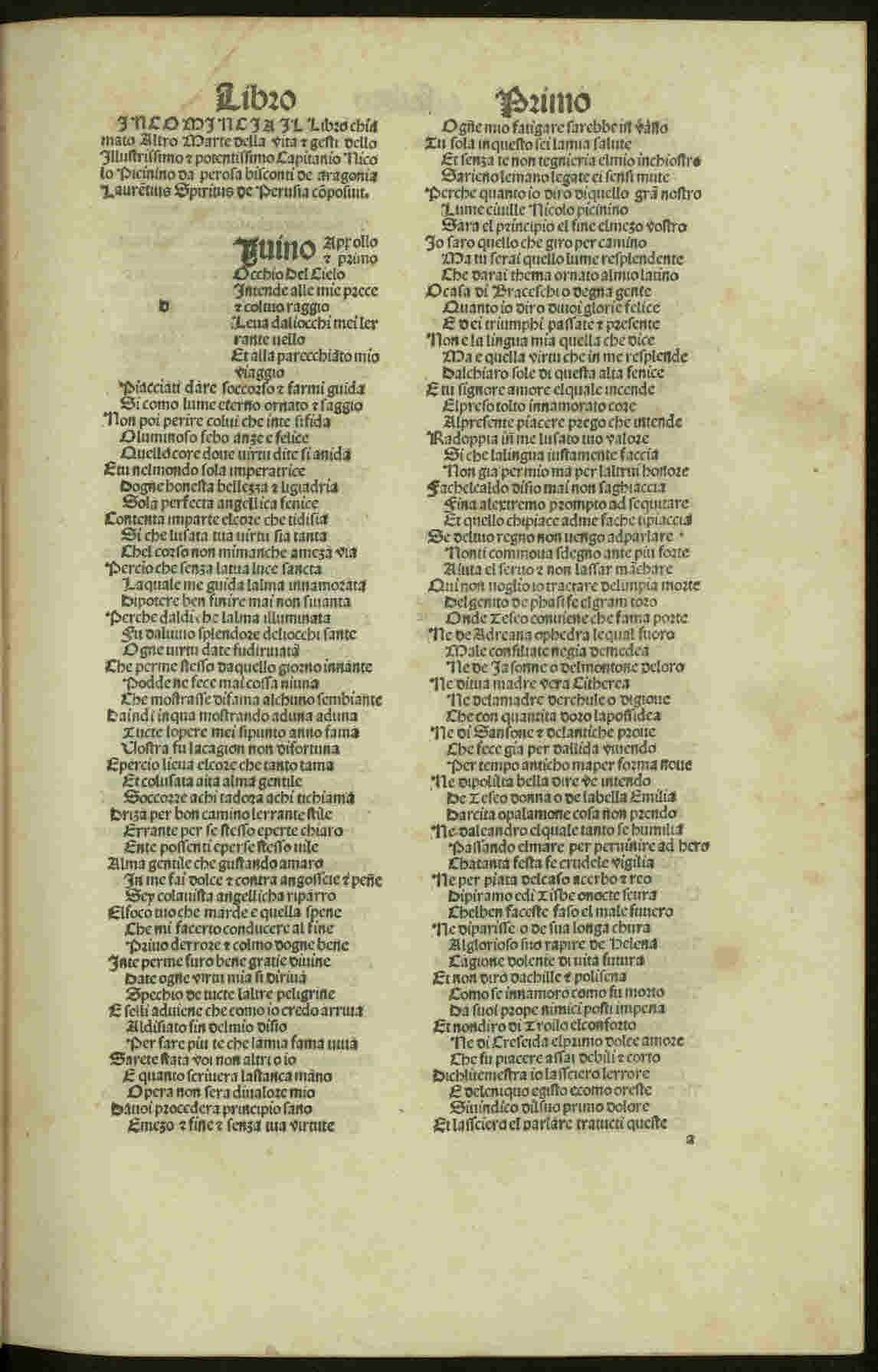
Lorenzo Spirito Gualtieri, Altro Marte, 1489

Allievo di Bruno Migliorini, si laureò sotto la sua guida all'Università di Firenze. La tesi di laurea indagava l'intervento correttivo di intento bembesco applicato alla stampa del 1526 delle poesie del petrarchista perugino Lorenzo Spirito Gualtieri.
Lavorò per cinque anni (dal 1955 al 1960) al Centro studi di filologia italiana dell'Accademia della Crusca diretto da Gianfranco Contini, quindi fu professore incaricato di "Storia della lingua italiana" presso le università di Chieti e di Perugia. Dal 1962 fu professore ordinario di "Storia della grammatica e della lingua italiana" alla Sapienza di Roma. Nel 1968 fu eletto presidente della Società di Linguistica Italiana. Nell'anno accademico 1971-1972 (e già prima nel 1968) insegnò nel dipartimento di Italianistica dell'Università di Berkeley. Dal 1972 fu presidente della Società internazionale di studi francescani, nonché socio della Crusca. Nel 1992 fu eletto primo presidente della Associazione per la Storia della Lingua Italiana (ASLI). Fu membro dell'Accademia Nazionale dei Lincei, di cui il 12 dicembre 1997 fu eletto Vice Presidente, riconfermato il 22 giugno 2000. Contribuì alla redazione del Dizionario Enciclopedico Italiano e dell'Enciclopedia dantesca, di cui era condirettore, e per cui tracciò un'importante sintesi della fenomenologia linguistica dell'opera di Dante. Era membro del Consiglio Scientifico dell'Istituto dell'Enciclopedia Italiana. Si occupava in particolare di testi italiani delle origini, ma studiò anche problemi linguistici contemporanei approfondendo l'indagine sulle varianti di modello continiano. Si è occupato anche dell'insegnamento della lingua italiana a stranieri e di politica linguistica negli stati membri dell'Unione europea. A lui si deve la scoperta (1973) del più antico testo volgare toscano finora conosciuto: un conto navale in volgare pisano dei primi decenni del secolo XIII, trovato in una pergamena usata come copertina di un testo della Free Library of Philadelphia.

## Opere principali (elenco incompleto)
- Varianti di prosatori contemporanei: Palazzeschi, Cecchi, Bassani, Cassola, Testori, Firenze, Le Monnier, 1965.
- Medioevo volgare da Montecassino all'Umbria, Bari, Adriatica, 1971 (1984 2ª ed.).
- La carta pisana di Filadelfia, in «Studi di filologia italiana», XXI, 1973, pp. 5–33.
- Conti, glosse e riscritture dal secolo XI al secolo XX, Napoli, Morano, 1988.
- Non dica ascesi, ché direbbe corto, Assisi, Porziuncola, 2007.

## Riconoscimenti
Nel 1982 fu insignito dall'Accademia Nazionale dei Lincei del Premio Feltrinelli per la Teoria e storia della lingua letteraria.